# Графство Сайн
Графство Сайн, графство Зайн (нем. Grafschaft Sayn) — графство в составе Священной Римской империи, располагавшееся в Вестервальде.

## История
Семья графов, впервые задокументированная в 1139 г., назвала себя в честь расположенного недалеко от Бендорфа и построенного в X или XI в. замка Сайн. Графы постепенно приобретали поместья в Вестервальде, в долине реки Зиг и на Нижнем Рейне. Точное происхождение первых графов Сейна до сих пор остается загадкой, но вполне вероятно, что они происходили из дома Нассау.
Старшая линия графов Сайн вымерла в 1246 г. Его сестра Адельгайда была замужем за Готфрида III фон Шпонхейма, который и унаслеовал графство Сайн. Некоторые владения перешли ко второму сыну Готфрида Генриху или к сеньорам Хайнсберга. Внук Готфрида III через старшего сына Иоганна I основал младшую линию графов Сайн.
В начале XIV в. при графе Готфриде можно определить целенаправленную политику по расширению и обеспечению безопасности графства Сайн в Вестервальде.
В 1462 году графство враждовало с графством Катценельнбоген. В рамках вражды граф Филипп I Катценельнбоген уничтожил несколько деревень и церковь в Хёне.
С 1500 г. графство Сайн относилось к Вестфальскому имперскому округу. Графы Адольф и Себастьян около 1560 г. приняли Реформацию.

## Правители

### Графы Сайн
- Эберхард (1139—1176)
  - Генрих II (1176—1203)
    - Генрих III (1202—1246)[5])

Сестра графа Генриха III Адельгейда была замужем за Готфридом III фон Шпонхеймом. Оба внука Готфрида I являются родоначальниками второй семьи графов Сайнов.
- Адельгейда (1202—1263), жена графа Шпонгейма Готфрида III
- Иоганн I (пр. 1263—1266), граф фон Шпонгейма и Сайна. Части графства (Лёвенбургг, Фройсбург) переходят к младшему брату ис еньору Хансберга Генриху.
- Готфорид I (1266—1284) В 1294 г. его владения были разделены:
  - Иоганн II унаследовал графство Сайн и основал линию графов Сайн-Сайн
  - его брат Энгельберт I унаследовал Фаллендар и по материнской линии имперскую сеньорию Хомбург, основал линию графов Сайн-Хомбург. Через унаследованное графство Витгенштейн емья Сайн-Хомбург с 1361 г. стала называть себя Сайн-Витгенштейн.

### Графы Сайн-Сайн
- Иоанн II (1284—1324)
- Готфрид II (1314—1327), соправитель 1314—1324 гг.
- Иоанн III (1327—1359)
- Иоанн IV (1359—1403)
- Герхард I (1403—1419)
- Феодор (1419—1452)
- Герард II (1452—1493)
- Герхард III (1493—1506)
- Иоанн V (1498—1529)
- Иоанн VI (1529—1560)
- Себастьян II (1529—1573)
- Адольф (1560—1568)
- Герман (1560—1571) и Генрих IV (1560—1606)
- Анна Елизавета (1606—1608), дочь Генриза. Вышла замуж за графа Сайн-Витгенштейна Вильгельма III

### Сайн-Витгенштейн-Сайн
Граф Вильгельм III основал линию Сайн-Витгенштейн-Сайн, которая унаследовала владения в Вестервальде. Однако земля вокруг замка Сайн была конфискована курфюрстом Трира.
- Вильгельм III (годы правления 1605—1623):
- Эрнст (пр. 1623—1632),
- Людвиг (пр. 1632—1636)

После смерти не оставившего мужского потомства правителя графство было разделено между его сёстрами:
- Иоганетта фон Сайн-Витгенштейн (Сайн-Альткирхен)
- Эрнестина Салентина фон Сайн-Витгенштейн (Сайн-Хахенбург)

## География
Графство Сайн находилось на территории нынешней земли Рейнланд-Пфальц. Первоначальная земля, утраченная в 1605 году, находилась на правом берегу Среднего Рейна вокруг замка Сайн, который сегодня является частью города Бендорф. Гораздо большие территории находились в северном Вестервальде и в центральной долине Зиг.
Соседствовало:
- на севере — имперское правление Гомбурга с постоянными связями с графством Берг и сеньория Вильденбург (Вильденбургер) и эксклавом Бендорф, графство Изенбург,
- на востоке — с графством Нассау-Дилленбург,
- на юге — с графством Вид и эксклавом Бендорф Трирского курфюршества,
- на западе — с Кёльнским курфюршеством.

## Гербы
Графство Сайн и первый дом Сайн имели следующий фамильный герб: красный, золотой, выглядящий лев (Gelöwter Leopard), в синих доспехах и с языком, с раздвоенным хвостом. На шлеме с красными и золотыми покрытиями растущий золотой бараний рог. Он появляется на гербах ряда графств и городов, например:

Альмерсбах
Альтенкирхен
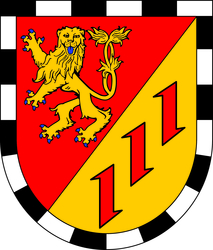
Объединённая община Альткирхен-Фламмерсфельд
Район Альтенкирхен
Бендорф
Бад-Берлебург
Берцхаузен
Бецдорф
Даден
Даден-Хердоф
Диц
Эрсфельд
Фламмерсфельд
Флутершен
Фридевальд
Хахенбург
Хамм
Объединённая община Хамм
Хаттерт
Хердорф
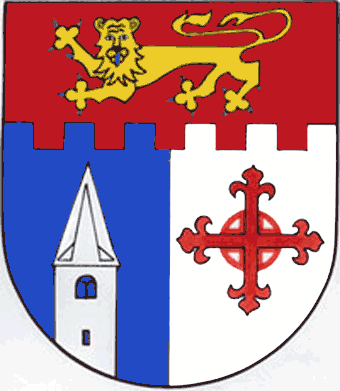
Хильгенрот
Хёхстенбах
Кирхен
Нойнкхаузен
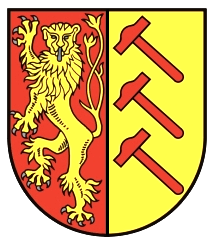
Ирлих
Норкен
Фаллендар
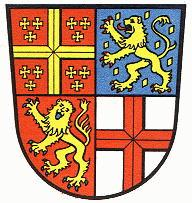
Oberwesterwaldkreis (1867–1974)
Вайтефельд
Вальрод

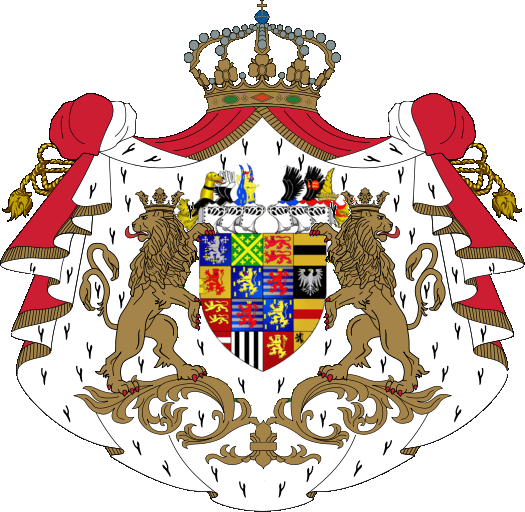
Герб великого герцога Люксембурга и герцога Нассау Адольфа